# Advanced Turbo Intercooling
Advanced Turbo Intercooling (ATi) is een ingewikkelde turbomotor, ontwikkeld door het bedrijf DAF. 
In 1982 kwam DAF met een nieuw concept voor motoren voor vrachtauto's, Advanced Turbo Intercooling (ATi) genaamd. Nadat DAF al een van de voorlopers was met de toepassing van turbo's in de jaren 60, kwam dus begin jaren 80 de ultieme versie uit, waar de aangezogen inlaatlucht voorgekoeld werd, om tot een hoger rendement te komen.
Het werd ook gebruikt in de marketing, waar truckers onderling zeiden "Maar ik heb een ATi!" (bron: Truckstar)